# アラマンダ・モトゥンガ
アラマンダ・モトゥンガ（Alamanda Motuga、1994年9月11日 - ）は、スーパーラグビー・パシフィックモアナ・パシフィカに所属するラグビーユニオン選手。

## プロフィール
- ニュージーランドオークランド出身[1]。
- ポジションはフランカー(FL)。
- 身長 188cm、体重 111kg
- サモア代表キャップは5（2023年8月現在）でワールドカップ2023のサモア代表に選ばれた[2]。

## 略歴
カウンティーズ・マヌカウを経て、2022年、モアナ・パシフィカに加入。
2024年、パリ2024五輪の7人制サモア代表に選ばれた。